# 김동인
김동인(金東仁, 1900년 10월 2일~1951년 1월 5일)은 친일반민족행위자, 소설가, 문학평론가, 시인, 언론인이다. 본관은 전주(全州), 호는 금동(琴童), 금동인(琴童仁), 춘사(春士), 만덕(萬德), 시어딤이다. 현재 어린이대공원에 그의 문학비가 세워져 있다.
일본 유학 중 1919년의 2.8 독립 선언과 3.1 만세 운동에 참여하였으나 이후 소설, 작품 활동에만 전념하였고, 일제강점기 후반에는 창씨개명을 하고 친일 활동에 참여했다. 해방 후에는 이광수를 제명하려는 문단과 갈등을 빚다가 1946년 우파 문인들을 규합하여 전조선문필가협회를 결성하였고, 한때 1948년 9월에서부터 1949년 2월까지 한국민주당 당무위원 직위를 역임하였다. 생애 후반에는 불면증, 우울증, 중풍 등에 시달리다가 6.25 전쟁 중이던 1951년에 폐렴으로 병사했다.
평론과 풍자에 능하였으며, 한때 문인은 글만 써야된다는 신념을 갖기도 하였다. 일제강점기부터 나타난 자유 연애와 여성 해방 운동을 반대, 비판하기도 하였다. 현대적인 문체의 단편소설을 발표하여 한국 근대문학의 선구자로 꼽힌다. 필명은 김만덕, 시어딤, 검시어딤, 금동 등을 썼다. 그의 작품은 이미 저작권이 소멸되었다.

## 생애

### 생애 초반

#### 출생과 유년 시절
김동인은 평양에서 태어났다. 아버지는 평양의 대부호이자 개신교 장로였던 김대윤(金大閏)이다. 이복 형 김동원은 독립운동가 겸 정치인이며 안창호의 측근 중 한사람이었다. 김동인은 1907년부터 1912년까지 개신교 학교인 숭덕소학교에서 공부한 뒤 1912년 개신교 계통인 숭실학교에 입학했다. 이듬해 중퇴한 후 1914년 일본에 유학하여 도쿄학원 중학부에 입학했다.
1915년 도쿄학원의 폐쇄로 메이지 학원 중학부 2학년에 편입했다.

#### 청소년기
1917년에 아버지가 사망하자 일시 귀국하여 많은 유산을 상속받았다. 그리고 동시에 메이지 학원을 중퇴한 뒤 같은해 9월 다시 출국하여 일본으로 유학, 일본 도쿄의 미술학교인 가와바타화숙에 입학하여 서양화가인 후지시마 다케지의 문하생이 되었다. 도쿄 유학 중 그는 이광수, 안재홍, 신익희 등을 만나 친구로 지냈다.
1919년 2월 일본 도쿄에서 주요한을 발행인으로 한국최초의 순문예동인지 《창조》를 창간하고 단편소설 〈약한 자의 슬픔〉을 발표하며 등단했다. 같은 해 창간된 순문학과 예술지상주의를 내세우며 이광수의 계몽주의와는 다른 움직임을 보였고, 한국어에서 본래 발달하지 않았던 3인칭 대명사를 처음으로 쓰기 시작했다.

### 문학, 사회 활동

#### 독립운동 참여

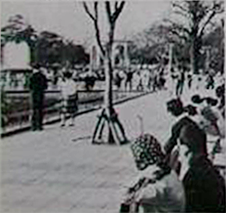
2·8 독립 선언이 낭독된 도쿄 히비야 공원

우드로우 윌슨 대통령의 민족자결주의에 고무된 1918년 12월부터 이광수, 최팔용, 신익희 등과 함께 2.8 독립 선언을 준비하는 활동을 하였다.
1919년 2월 도쿄 히비야 공원에서 재일본동경조선유학생학우회 독립선언 행사에 참여하여 체포되었다가 하루 만에 풀려났다. 1919년 3월 5일 귀국했고, 그 뒤 26일 동생 김동평이 사용할 3.1 만세 운동 격문을 기초해 준 일로 체포, 구속되었다가 6월 26일 집행유예를 받고 풀려났다. 그는 이상주의에 깊이 공감하였으나 파리강화회의에 김규식 등 한국인 대표단이 내쳐졌다는 소식을 듣고 상심하여, 회의적이고 냉소적으로 변하게 된다.

#### 소설가, 작가 활동
1920년대부터 가세가 몰락하면서 대중소설에 손을 대기 시작했고, 1923년 첫 창작집 '목숨-시어딤 창작집'(창조사)을 자비로 발간했다. 1924년 8월 동인지 '영대'를 창간하여 1925년 1월까지 발간했다. 1930년 9월부터 1931년 11월까지 동아일보에 첫 번째 장편소설 '젊은 그들'을 연재했다. 1932년 7월 문인친목단체인 조선문필가협회 발기인, 위원 및 사업부 책임자를 맡았다.
한편 신여성의 자유 연애에 부정적인 태도를 표출했던 김동인은 신여성 문사 김명순을 모델로 삼은 김연실전에서 주인공 연실을 "연애를 좀 더 알기 위해 엘렌 케이며 구리야가와 박사의 저서도 숙독"했지만, 결국 "남녀 간의 교섭은 연애요, 연애의 현실적 표현은 성교"라는 긴념을 가진 음탕한 여자, 정조관념에는 전연 불감증인 '더러운 여자'로 묘사한다. 이러한 부정적인 언급들은 김명순 개인을 넘어 자유 연애와 자유 결혼을 여성 해방의 방편으로 여겼던 신여성들과 지식인들 전반을 겨냥한 것이었다. 그는 소설가 김명순을 '남편 많은 처녀' 혹은 '과부 처녀'라고 조롱하였다.
그는 풍자와 조롱을 잘 하였고, 동료 문인이나 언론인들, 취재 기자들과도 종종 시비를 붙기도 했다. 1932년에 발표된 김동인의 단편 소설 '발가락이 닮았다'를 읽은 염상섭은 그것이 늦장가를 간 자신을 모델로 한 것이라고 생각해 김동인과 설전을 벌였다. 당대 문단을 주도했던 두 사람은 이 일 때문에 무려 15년 동안 관계를 끊고 살았다. 일각에서는 염상섭의 아이가 다른 사람의 아이라는 루머가 돌고 있었고, 김동인은 그 무렵에 발가락이 닮았다를 발표했던 것이다.

#### 언론, 사회 활동
초반에 그는 문인은 순수하게 소설과 시만 써야 된다는 주장을 하였다. 1923년 이광수가 동아일보에 입사하여 편집국장이 되었다. 작가가 기자가 되는 것에 대해서는 극단적인 혐오감을 갖고 있었던 김동인은 동아일보 편집국장 이광수에게 “비상한 노력 끝에 위선적 탈을 썼다”고, 또 동아일보 기자가 된 주요한에 대해서는 “요한이 사회인이 된다는 것은 시인으로서의 파멸을 뜻한다”고 지면을 통해 독설을 퍼부었다. 생계를 위해 기자가 된 일을 두고 김동인 등은 변절이라 했는데, 그는 작가는 순수하게 소설, 시 등의 작품에만 전념해야 된다는 지론을 펼쳤다. 그러나 김동인도 1932년에 동아일보 기자가 된다.
1933년 4월에는 조선일보에 입사하여 조선일보 기자 겸 학예부장으로 약 40여 일간 재직했다. 이후 월간잡지 '야담(野談)'을 인수하여 1935년 12월부터 1937년 6월까지 발간했다.
그의 형 김동원은 안창호의 측근으로 흥사단의 측면지원조직이던 동우구락부를 조직했는데, 그 역시 흥사단에 가입하고 동우구락부에 가입했다. 그 뒤 이광수의 수양동맹회와 통합하자 수양동우회의 회원이 되었다. 그러나 1937년 수양동우회 사건으로 구속되었다가 풀려난 뒤 전향 의혹을 받게 된다.

#### 친일 행적

1939년 4월 8일자 매일신보. 중일전쟁 당시 중국전선을 방문해 일본군을 위문하러 갔다 왔다는 내용이다.

1937년 중일전쟁의 발발 이후 친일 성향으로 돌아섰다. 1939년 2월 초중순경 조선총독부 학무국 사회교육과를 찾아가 '문단사절'을 조직해 중국 화북 지방에 주둔한 황군(皇軍)을 위문할 것을 제안했다. 그 제안이 받아들여져 3월 위문사(문단사절)를 선출하는 선거에서 박영희, 임학수와 함께 뽑혔고, 4월 15일부터 5월 13일까지 '북지황군 위문 문단사절'로 활동하여 중국 전선에 일본군 위문을 다녀와 이를 기록으로 남겼다.
이후 조선총독부의 외곽단체인 조선문인협회에 발기인으로 참여했으며, 1941년 11월 조선문인협회가 주최한 내선작가 간담회에 출석하여 발언하였고, 같은해 12월 경성방송국에 출연해 시국적 작품을 낭독했다. 이후 1943년 4월 조선총독부의 지시하에 조선문인협회, 조선하이쿠 협회, 조선센류 협회, 국민시가연맹등 4단체가 통합하여 조선문인보국회로 출범하자, 6월 15일부터 소설희곡부회 상담역을 맡았다. 그외에 총독부 기관지 매일신보에 '내선일체'와 '황민화'를 선전, 선동하는 글들을 많이 남겼다. 1944년 1월 20일에 조선인 학병이 첫 입영을 하게 되자, 1월 19일부터 1월 28일에 걸쳐 매일신보에 '반도민중의 황민화-징병제 실시 수감(隨感)'의 제목으로 연재를 하며 학병권유를 행했다. 이 밖에 김동인은 친일 소설이나 산문 등을 여러편을 남겼다.
1945년 8월 15일 광복 당시, 그는 오전 10시 조선총독부 정보과장 겸 검열과장 아베 다쓰이치를 만나 "시국에 공헌할 새로운 작가단'을 만들 수 있게 도와 줄 것"을 부탁했다. 하지만, 정오에 일본이 항복선언을 할 것을 알고 있던 아베는 이 청탁에 거절했다.

### 생애 후반

#### 광복 이후
8월 17일 임화와 김남천이 주도하는 중앙문화건설협의회 발족회에서 이광수 제명을 반대하며 퇴장하였으나, 18일 협의회가 발족되었을 때에는 회원에 가입돼 있었다. 한편 해방 직후 이광수에 대한 단죄 분위기가 나타나자 앞장서서 이광수를 변호하는 몇 안되는 문인의 한사람이기도 했다. 9월에 한국민주당이 창당되어 그를 영입하려 하였으나 사양하였다. 같은 해 11월, 미군정청 광공국장의 호의로 서울 성동구 신당동의 적산가옥을 불하받았다.
1945년 12월 이후 신탁통치 반대 운동을 지지하였고, 이듬해 1946년 1월 우익 단체인 전조선문필가협회 결성을 주선했다. 같은 해 11월에는 불하받은 적산가옥이 미군 당국에 접수되어 하왕십리동으로 이사했다.
1947년 3월 '백민'에 산문 '망국인기(亡國人記)', 1948년 5월 '백민'에 산문 '속 망국인기', 1948년 3월부터 1949년 8월까지 '신천지'에 산문 '문단 30년의 자취'등을 발표하면서 일제강점기 수 많은 친일 활동 행적에 대해 변명하는 등 논조를 썼다. 그 주요내용은 "일제 말기의 친일 행위는 민족 해방을 위한 결단이자 고육지책, '조선어와 조선 소설'을 지키기 위한 체제 내적 저항 행위'"라고 미화했다.

#### 말년
김동인은 말년에 사업에 실패하고 불면증에 시달렸다. 만년의 김동인은 약국에서 수면제를 다량으로 구입했다. 그 중 가장 값싸고 강력한 포수크로랄을 주로 먹었다. 그는 수면제에 의존해 살아 갔고, 수면제에 관한 한 박사가 됐다.
1949년 7월에 중풍으로 반신 불수가 되었다. 중풍을 앓게 되면서 불면증과 함께 우울증도 찾아왔고, 그의 주변에 있던 사람들은 모두 그의 곁을 떠났다. 서울의 쪽방에서 병마와 고독과 싸우며 수면제와 술이 그의 유일한 동무였다. 1950년 6.25 전쟁이 일어나자 피난하려 했으나, 몸이 불편하여 얼마 못 가 다시 되돌아왔다. 6월 28일에 결국 피난을 포기하고 홀로 서울에 남아 조선 인민군에게 체포되어 심문을 받았다.
1·4 후퇴 무렵인 1951년 1월 5일 서울 하왕십리동 자택에서 52세의 나이로 사망했으며, 동네 이웃 사람들이 그가 죽고 며칠 후에 시신을 발견하여 수습해서 묻어 주었다.

### 사후
6.25 전쟁 직후 실종자로 처리되었다가, 1950년대 후반에 그의 비참한 죽음이 알려졌다. 이후 박종화, 염상섭, 장준하 등에 의해 그의 작품성에 대한 조명 및 추모 운동이 시작되었다.
1955년 '사상계'가 김동인의 이름을 딴 동인문학상을 제정하여 1956년부터 시상을 시작했다. 이후 동인문학상은 1956년부터 1967년까지는 사상계사, 1979년부터 1985년까지는 동서문화사, 1987년부터는 조선일보사가 주관하여 매년 시상되고 있다.

## 학력
- 1913년 평안남도 평양 숭덕소학교 졸업
- 1914년 평안남도 평양 숭실고등보통학교 수료 (1946년 5월 31일 서울 숭실중·고등학교 명예 졸업장 수여)
- 1915년 일본 도쿄 사립 중학교 수료
- 1919년 일본 도쿄 메이지 학원 중학부 졸업
- 1919년 일본 메이지 대학교 영어영문학과 중퇴
- 1920년 일본 도쿄 가와바타 미술학교 중퇴

## 기타
일제강점기 말기 수양동우회 사건으로 투옥된 후 변절하여 각종 친일 단체에서 활동하였고, 대한민국 정부수립 이후 제헌국회 부의장을 지낸 정치인이자 한국 전쟁 때 납북된 김동원이 소설가 김동인의 이복 형이다.
2002년 발표된 친일 문학인 42인 명단과 2008년 민족문제연구소가 선정한 친일인명사전 수록예정자 명단 문학 부문에 포함되었다. 친일 저작물 수는 소설 3편을 포함하여 총 9편이다. 친일반민족행위진상규명위원회가 발표한 친일반민족행위 705인 명단에도 포함되었다.
대한민국 친일반민족행위진상규명위원회는 2009년 11월 27일 “김동인의 소설과 글 등을 통해 일본이 일으킨 전쟁의 정당성을 주장하고 전쟁 참여를 독려하는 등 ‘일제강점하 반민족행위 진상규명에 관한 특별법’에 규정한 친일반민족행위를 했다”고 결정하여 논란이 일었다. 이에 대응하여 그의 아들은 소설의 한 부분만 떼어놓고 친일행위라고 단정하는 것은 부당하다”고 주장했다. 또 “당시 행위에는 적극성이 결여돼 있었다”고 주장하며 소송을 했었다. 2010년 11월 26일 재판부는 판정 중에 친일 행위의 사실성을 인정하였다.

## 주요 작품
- 〈배따라기〉
- 〈감자〉
- 〈광화사〉
- 〈붉은 산〉
- 〈운현궁의 봄〉(흥선대원군 이하응을 대장부로 묘사한 역사소설)
- 〈광염 소나타〉
- 〈발가락이 닮았다〉
- 〈최선생〉[10]

## 같이 보기
- 한국 문학
- 한국의 소설가 목록

## 참고 자료
- 반민족문제연구소 (1995년 7월 1일). 〈김동인 : 예술지상주의의 파탄과 친일문학가로의 전락 (임규찬)〉. 《친일파 99인 (3)》. 서울: 돌베개. ISBN 89-7199-013-9.
- 윤후명 (1983년 3월). “문화예술의 선구자 ① 김동인 / 애써 위로 받으시오”. 《문화예술》. 2007년 9월 27일에 원본 문서에서 보존된 문서. 2007년 9월 16일에 확인함.
- 최재봉 기자 (2002년 11월 24일). “김동인 친일글 세편 나왔다”. 한겨레신문. 2007년 11월 1일에 확인함.[깨진 링크(과거 내용 찾기)]
- 민족문제연구소 <친일인명사전>